# Elmārs Zemgalis
Elmārs Zemgalis (ur. 9 września 1923 w Rydze, zm. 8 grudnia 2014) – amerykański szachista pochodzenia łotewskiego, arcymistrz od 2003 roku.

## Kariera szachowa
Po przyłączeniu Łotwy w szereg republik Związku Radzieckiego wyjechał w 1944 do Niemiec, gdzie przebywał do 1951, uczestnicząc w kilkunastu turniejach oraz meczach drużynowych, odnosząc kilka sukcesów, m.in. II m. w Augsburgu (1946, za Wolfgangiem Unzickerem), II m. w Ratyzbonie (1946, memoriał Klausa Junge, za Fiodorem Bogatyrczukiem), II m. w Hanau (1947, memoriał Hermanisa Matisonsa, za Lucijsem Endzelinsem), I m. w Esslingen am Neckar (1948), I m. w Rujti (1949), I m. w Oldenburgu (1949, wspólnie z Jefimem Bogoljubowem) oraz dz. I m. w Esslingen am Neckar (1949, wspólnie z Leonidsem Dreibergsem).
Po emigracji do Stanów Zjednoczonych w 1951 osiadł w Seattle, poświęcając się pracy zawodowej (był profesorem matematyki). W 1953 i 1959 zwyciężył w mistrzostwach stanu Waszyngton, rozegrał również kilka meczów, w których m.in. pokonał Olafa Ulvestada (1952) oraz Viktorsa Pupolsa (1962).
W uznaniu sportowych osiągnięć z lat 40. w 2003 Międzynarodowa Federacja Szachowa przyznała mu honorowy tytuł arcymistrza (HGM).
Według retrospektywnego systemu rankingowemu Chessmetrics najwyższą punktację osiągnął w styczniu 1950, z wynikiem 2609 punktów zajmował wówczas 40. miejsce na świecie.